# ONE AND ONLY LOVE/happy? Happy!
『ONE AND ONLY LOVE/happy? Happy!』（ワン・アンド・オンリー・ラヴ/ハッピー?ハッピー!）は障子久美5作目のシングル。1995年11月21日に、日本コロムビアより発売された。

## 収録曲
1. ONE AND ONLY LOVE- フジテレビ系「土曜大好き!830」テーマソング
2. happy? Happy!
3. ONE AND ONLY LOVE（オリジナル・カラオケ）